# Godsmack
Godsmack é uma banda norte-americana de heavy metal que foi formada em 1995 em Lawrence, Massachusetts. A banda é formada pelo vocalista e compositor Sully Erna e pelo baixista Robbie Merrill. Desde a sua formação, Godsmack já lançou oito álbuns de estúdio, um EP, quatro DVDs e uma compilação.
A banda tem três álbuns consecutivos #1 (Faceless, IV, e The Oracle) na Billboard 200. Ela também possui 18 singles classificados no Top 10 da parada Mainstream Rock. Godsmack é um dos mais populares grupos de heavy metal da década passada nos Estados Unidos, tendo vendido mais de 19 milhões de álbuns em todo o mundo.
Desde sua criação, Godsmack já fez turnês no Ozzfest em mais de uma ocasião realizando também turnês junto a vários festivais e outros dedicados aos seus álbuns. Também fizeram parte da turnê do Mötley Crüe, Crüe Fest 2.

## História

### Formação e começo da carreira (1995–1996)
Em fevereiro de 1995, Sully Erna decidiu começar uma banda como o vocalista após ter tocado bateria por mais de 23 anos, incluindo dois anos na agora extinta banda Strip Mind. A banda, de nome The Scam, foi formada por Erna como vocalista, Robbie Merrill no baixo, Lee Richards como o guitarrista e Tommy Stewart na bateria. The Scam logo mudou o seu nome para "Godsmack", após ter gravado uma demo. A banda recém-formada começou a tocar em pequenos bares em suas terras-natal de Lawrence, Massachusetts, e Salem, New Hampshire. Godsmack começou a fazer covers de bandas como Alice in Chains para atrair fãs, mas logo começaram a compor as suas próprias músicas. Músicas como "Keep Away" e "Whatever" rapidamente ficaram populares e levou a banda para o topo das paradas musicais na área de Boston/New England.
Segundo o baixista Robbie Merrill no DVD Smack This!, o nome da banda foi "roubado" de uma canção do Alice in Chains, "God Smack" do álbum Dirt de 1992. Entretatanto, o vocalista Sully Erna posteriormente comentou outra origem para o nome::
| “ | Eu estava tirando sarro de alguém que estava com herpes nos lábios e no dia seguinte eu tive também e alguém disse, 'É um godsmack'.[do inglês, "beijo de deus"] O nome ficou na minha cabeça. Nós sabíamos da música de Alice in Chains mas não pensamos muito nela. É uma boa música e o nome tinha significado para nós. | ” |

Em 1996, Tony Rombola e Joe D'arco juntaram-se ao grupo como o guitarrista e o baterista, respectivamente, após Richards deixar a banda após descobrir que ele tinha uma criança de seis anos e Stewart ter saído do grupo devido a diferenças pessoais. No mesmo ano, a banda entrou em estúdio pela primeira vez, gravando o seu primeiro CD intitulado All Wound Up. O CD foi gravado em somente três dias por US$2.600.
Pelos dois anos seguintes, a banda tocou em eventos e locais pela área de Boston. Eventualmente, o CD de Godsmack chegou às mãos de "Susan", uma DJ da estação de rádio WAAF da cidade. A estação de rádio colocou "Keep Away" na playlist principal e a música rapidamente ascendeu ao primeiro lugar na estação. A Newbury Comics, uma cadeia de lojas de gravações de New England, concordou em vender o CD em consignação. Logo após o sucesso de "Keep Away", Godsmack voltou ao estúdio de gravação e gravou um single intitulado "Whatever, que se tornou a nova música favorita local na WAAF. Em uma entrevista, Sully Erna constatou que a banda estava vendendo somente 50 cópias por mês, até que a WAAF pôs as mãos no álbum, o que resultou num aumento repentino das vendas em cerca de mil exemplares por semana.

### Godsmack(1998–1999)
No verão de 1998, a Universal/Republic Records contratou a banda sob a marca deles. No mesmo ano, Tommy Stewart, que queria voltar a tocar na banda, substituiu o baterista Joe D'arco, que deixou a banda por razões desconhecidas. A primeira gravação em estúdio da banda, All Wound Up, foi remasterizada. O CD debut auto-intitulado Godsmack foi lançado para o público seis semanas mais tarde, proporcionando a primeira turnê oficial da banda, "The Voodoo Tour". Após o lançamento do CD, a banda partiu viagem para tocar em clubes e nos festivais Ozzfest e Woodstock '99, seguido de uma turnê na Europa com Black Sabbath. Roxanne Blanford, da Allmusic, deu ao álbum uma nota de 3/5 estrelas, afirmando que "Godsmack trouxe o metal à idade tecnológica com confiança". Ele foi o primeiro álbum do grupo a entrar no Billboard 200, com o 28º lugar, e recebeu quatro discos de platina da RIAA em 2001, após ser inicialmente receber disco de ouro em 1999.
O álbum causou controvérsia devido às letras profanas de suas faixas, contendo uma quantidade substancial de palavras de baixo calão. Após ouvir a uma cópia do álbum de seu filho, um pai nos Estados Unidos se queixou na Wal-Mart, de onde ele comprou o álbum, devido à letra ofensiva das músicas. Com isso, a Wal-Mart e Kmart tiraram o álbum das prateleiras. A banda e a sua gravadora mais tarde adicionaram um adesivo de Parental Advisory ao álbum, e algumas lojas pediram cópias modificadas do CD. Erna comentou sobre a situação para a revista Rolling Stone, afirmando que eles tinham passado mais de um ano sem terem seus álbuns marcados com esse adesivo, e disse que considera as letras e os adesivos subjetivos por natureza. Esta controvérsia não causou prejuízo às vendas do álbum e, segundo Erna, as ajudou. Ele afirmou que isso iria provocar curiosidade nas crianças, fazendo com que elas queiram sair e conseguir o CD só para saber a razão dessa controvérsia.

### Awake(2000–2002)
Em 2000, Godsmack retornou ao estúdio após o sucesso de Godsmack para começar a gravar o segundo CD, Awake. O álbum foi lançado em 31 de outubro de 2000. Logo após seu lançamento, ele conseguiu o quinto lugar no Billboard 200 e recebeu disco de platina duplo pela RIAA. "Vampires", uma música do álbum, proporcionou uma nomeação a um Grammy para a banda por "Melhor Performance Instrumental de Rock" em 2002. Com o lançamento de Awake, Godsmack realizou uma turnê na Europa com a banda Limp Bizkit. Na época, Erna disse que a banda esteve em turnês desde agosto de 1998, o que fez com que Awake fosse escrito durante elas. Ele também comentou que eles estavam por si próprios pela maior parte do tempo, sendo "Ozzfest" a única turnê grande na qual eles estavam "sob as asas de outro". A banda tocou novamente no Ozzfest em 2000, como o tinham feito em 1999.
A música "Goin' Down" foi usada na trilha sonora do filme Mission: Impossible II. Duas das músicas do álbum foram usadas como música de fundo em comerciais do exército dos Estados Unidos: "Sick of Life" e "Awake". Erna comentou que alguém que fazia parte do exército era fã da banda. O exército perguntou se podia usar a música nos comerciais e Godsmack aceitou.

### Faceless(2002-2003)

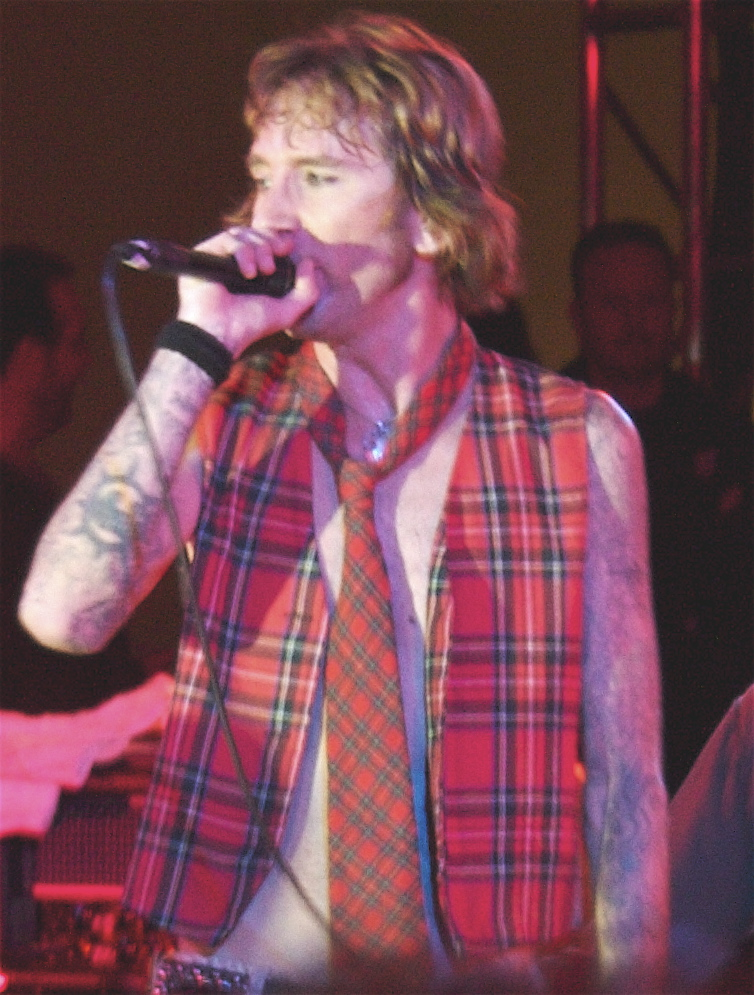
Shannon Larkin substituiu Tommy Stewart como o baterista de Godsmack em 2003.

Em 2002, Erna foi solicitado a compor e tocar uma música para a trilha sonora do filme The Scorpion King, um spin-off e prequela da saga Mummy. A música que Godsmack criou e tocou foi intitulado "I Stand Alone" e tornou-se o single número um na Rock Radio e a música da parada "Active Rock" mais tocada em 2002 por 14 semanas consecutivas. Ela também foi usada na trilha sonora do jogo Prince of Persia: Warrior Within, junto com "Straight Out of Line". Esta última música foi também usada na trilha sonora do filme A Man Apart, de 2003.
Com Shannon Larkin (ex-integrante de bandas como Ugly Kid Joe, Souls at Zero, Wrathchild America, MF Pitbulls) substituindo o baterista Tommy Stewart, que saiu da banda pela segunda vez por diferenças pessoais, Godsmack voltou ao estúdio para gravar o seu novo e terceiro álbum, intitulado Faceless, que foi lançado em 2003. Foram vendidas cerca de 269.000 cópias do álbum na primeira semana de lançamento, colocando-o em primeiro lugar na Billboard 200, e alcançando mais de um milhão de vendas nos Estados Unidos em 2001. Faceless conseguiu ultrapassar o álbum rival de nu metal da Costa Oeste, Meteora, de Linkin Park, que caiu para o segundo lugar no US Albums Top 100. Faceless também alcançou o nono lugar na Top Canadian Albums e o primeiro lugar na Top Internet Albums, permanecendo em ambas as posições por duas semanas seguidas. Em seguida, foi realizada uma grande turnê na América e Europa com o grupo Metallica.
O single "Straight Out of Line" recebeu uma nomeação ao Grammy de "Melhor Performance de Hard Rock". O prêmio foi levado pelo single "Bring Me to Life", de Evanescence.
O nome do álbum tem origem um incidente em uma piscina, envolvendo Larkin e Sully. Em uma entrevista da MTV com ambos, Shannon conta que eles estavam nus na piscina de uma casa da vizinhança e que eles foram flagrados por uma mulher quando estavam se preparando para um pulo. Erna conclui a história dizendo que eles pularam na piscina e mais tarde a polícia estava à porta deles. Contudo, em outra entrevista sobre o álbum, o baixista Merrill afirmou que "apesar do sucesso nas rádios e nas vendas, [eles] ainda sentiam que estavam voando por baixo do radar", fazendo com que a origem do título do álbum ficasse incerta.

### The Other Side(2004–2005)
Em 16 de março de 2004, The Other Side, um EP acústico, foi lançado. Logo após o seu lançamento, o EP conquistou o quinto lugar na Billboard 200, uma posição relativamente alta para um EP acústico. Ele incluiu todos os singles da banda (com exceção de "Bad Magick") regravados em versões acústicas, além de três novas faixas acústicas. Uma nova música, "Touché", incluiu a participação do primeiro guitarrista de Godsmack, Lee Richards, e John Kosco, vocalista da banda defunta de ambos, Dropbox. As duas outras músicas acústicas são "Running Blind" e "Voices". A faixa "Asleep" na verdade é uma versão acústica do single "Awake", do segundo álbum da banda de mesmo nome. Godsmack passou do som "pesado" para um som acústico mais macio neste EP, da mesma maneira que a banda Alice in Chains fez nos EP Sap e Jar of Flies, uma das semelhanças a esta última banda pela qual Godsmack vem sido criticada.
Em 2004, Godsmack abriu a turnê "Madly in Anger with the World", de Metallica, e seguiu a turnê junto à banda Dropbox. Em seguida, no outono de 2004, a banda realizou vários shows acústicos para promover The Other Side e continuou a abrir concertos para Metallica.

### IV(2006)
Em 25 de abril de 2006, Godsmack lançou o seu quarto álbum simplesmente intitulado IV, seguido de uma turnê que perdurou até agosto de 2007, cujo título foi "The IV tour". O álbum foi produzido por Erna e pelo engenheiro de áudio Andy Johns, conhecido por seu trabalho com o álbum Led Zeppelin IV, de Led Zeppelin. O primeiro single do álbum, "Speak" foi lançado em 14 de fevereiro de 2006. O álbum alcançou o primeiro lugar no Billboard 200, vendendo mais de 211.000 cópias em sua primeira semana após lançamento. IV vem sido desde então certificado com ouro. O nome minimalista "IV" do álbum não só deriva do fato de ele ser o quarto álbum de estúdio da banda, mas também de uma piada interna da banda. A banda compôs mais de 40 músicas para o álbum, mas a lista final de faixas foi composta por somente onze. Sobre isso, Larkin comentou:
| “ | É a banda do Sully e a visão dele. Ele examinou minuciosamente todas as músicas e escolheu as canções que ele queria no álbum. Todos nós dissemos 'tudo bem'. Ele sempre teve a visão de tudo de Godsmack, desde o artwork à produção, da engenharia do áudio ao estúdio e a em quais programas de TV nós tocamos. Tudo. Quando chega a hora de escolher as músicas, tudo depende do Sully. | ” |

### Ten Years of Godsmacke futuro álbum (2007 – presente)
Para celebrar os dez anos da banda, Godsmack lançou um álbum de greatest hits intitulado Good Times, Bad Times... Ten Years of Godsmack, em 4 de dezembro de 2007. O álbum chegou ao 35º lugar no Billboard 200, vendendo mais de 40.000 cópias em sua primeira semana após lançamento. Ele inclui um cover da música "Good Times Bad Times" de Led Zeppelin, além de um DVD com um show acústico da banda em Las Vegas, na House of Blues. A banda tinha como primeiro objetivo lançar o álbum como um conjunto em caixa, mas depois eles deixaram este plano de lado para lançar um álbum das melhores músicas. Godsmack seguiu o lançamento do álbum com uma turnê acústica. Apesar dos rumores da banda entrar em hiatus como resultado do lançamento de um álbum de greatest hits, Erna afirmou que a banda não tinha acabado, e que eles estavam tirando uma folga para aproveitar o aniversário de dez anos da banda e "recarregar as baterias".
Além disso, no começo de novembro de 2008, o baterista Larkin acabou com estes boatos e anunciou o desenvolvimento de um novo álbum, afirmando:
| “ | Com todo o tempo que passamos parado e com os vários projetos que cada um de nós vem fazendo, nós esperamos que todos de vocês percebam o quanto Smack é importante para nós, e qualquer um que esteja pensando que a banda estava passando por uma fase difícil ou até pensando em terminar a banda pode ter bastante certeza que esta banda está na melhor forma em que já estivemos, ambos consciente e fisicamente, e estamos nos tratando como uma banda deveria, por exemplo como os irmãos que somos. E saibam também que nós temos um foco definido no novo material, e que nós sabemos onde as nossas raízes estão e exatamente de onde viemos, então espere uma gravação puramente de Godsmack porque isso estava sendo preparado há tempos dentro de nós! | ” |

Godsmack lançou um novo single intitulado "Whiskey Hangover" em 9 de junho de 2009, que já faz parte da rotação principal das estações de rádio ao redor dos Estados Unidos. Godsmack queria lançar um novo single antes de eles partirem viagem para a turnê Crue Fest 2 no verão. Após a turnê, eles irão trabalhar no próximo álbum deles. De acordo com Erna, em uma entrevista no começo de março de 2009 com a RockerRazzi.com, o álbum será lançado no primeiro trimestre de 2010. Contudo, ele não definiu a data exata do lançamento. No fim de maio, ele afirmou que o álbum será muito "pesado" e agressivo, afirmando que "[acha que] não terá nenhum 'Voodoo' ou 'Serenity' desta vez".
Atualmente, Godsmack irá se apresentar junto à banda Motley Crue no festival Crüe Fest 2, ao lado de Theory of a Deadman, Drowning Pool e Charm City Devils.

### Álbum solo de Erna (2009)
Em 4 de março de 2009, a Blabbermouth.net relatou que Erna "completou o seu trabalho em seu primeiro álbum solo, apesar de ele ainda não ter revelado um título ou data de lançamento para o disco". Erna descreveu o álbum como tendo "um tipo muito diferente de gravação de áudio" e "um grande afastamento de tudo que [ele já fez]".
Três dias mais tarde, a Rockerrazzi.com postou uma entrevista na qual Erna afirmou que a gravação provavelmente seria lançada nos dois próximos meses. Erna descreveu o álbum mais detalhadamente, considerando-o "muito eclético" e "tribal", com "bastante toque de percussão" e "belas composições de piano". Ele também afirmou que ele "trabalhou com uma sessão de percussão para 'Dead Can Dance'" e que o álbum conta com a participação de Lisa Guyer, que fez o vocal de apoio no single "Hollow" no álbum anterior de Godsmack.

## Influências e estilo

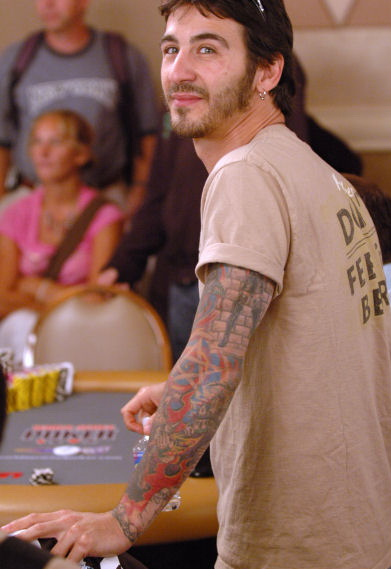
O cantor Sully Erna citou o ex-vocalista de Alice in Chains, Layne Staley, como a sua influência principal como cantor.

As influências principais da banda incluem as bandas Alice in Chains, Black Sabbath, Led Zeppelin, Aerosmith, Judas Priest, Slayer, Metallica e Rush, de acordo com Erna, Larkin e Rombola. Erna citou Staley como a sua influência principal para o canto. O som geral dos dois primeiros álbuns da banda é semelhante ao som do álbum Dirt, de Alice in Chains, de acordo com o site Subvulture.com. Com isso, mais recentemente, Godsmack tentou se distanciar da essência de Alice in Chains, com Erna afirmando em uma entrevista com Matt Ashare que ele "nunca tinha ouvido isso na música [deles]".
A revista Rolling Stone descreve a banda como "rígida como pregos e elevados à 11ª potência", enquanto a Alternative Press elogiou a banda pelo seu "híbrido agitado movido por riffs de tudo que é pesado, passado e presente".
A música da banda é frequentemente comparada à de Alice in Chains, que a banda cita como uma influência. Adrien Begrand de Popmatters afirma que "Erna mimica perfeitamente a cantoria baixa, gutural e sinistra e os rosnados inspirados no metal de Layne Staley". Afirma também que Erna aparenta ter sido influenciado por James Hetfield, de Metallica, e que "a música da banda é uma boa retrospectiva do hard rock agitado e de tom baixo de Jerry Cantrell". Katherine Turman da Amazon afirma que a banda possui uma "música escura, elevada e agitada". Ela também comentou que o terceiro álbum da banda, Faceless, "mistura a arena do rock na veia de Alice in Chains" com "vários riffs pesados, tons diversos e letras queimantes".
O estilo de cantoria de Erna tem sido considerado como "o rosnado de James Hetfield", sendo "composto por harmonia obscura que tem um som muito semelhante ao de Alice in Chains" O estilo de baixo de Merrill tem sido descrito como "som de uma escavadeira com ocasionais batidas de baixo". O toque de bateria de Larkin é considerado uma "admiração aos músicos Neil Peart e John Bonham". E o estilo do toque de guitarra de Rombola tem sido elogiado como se a banda possuísse "guitarras que soam como instrumentos de percussão".

## Integrantes

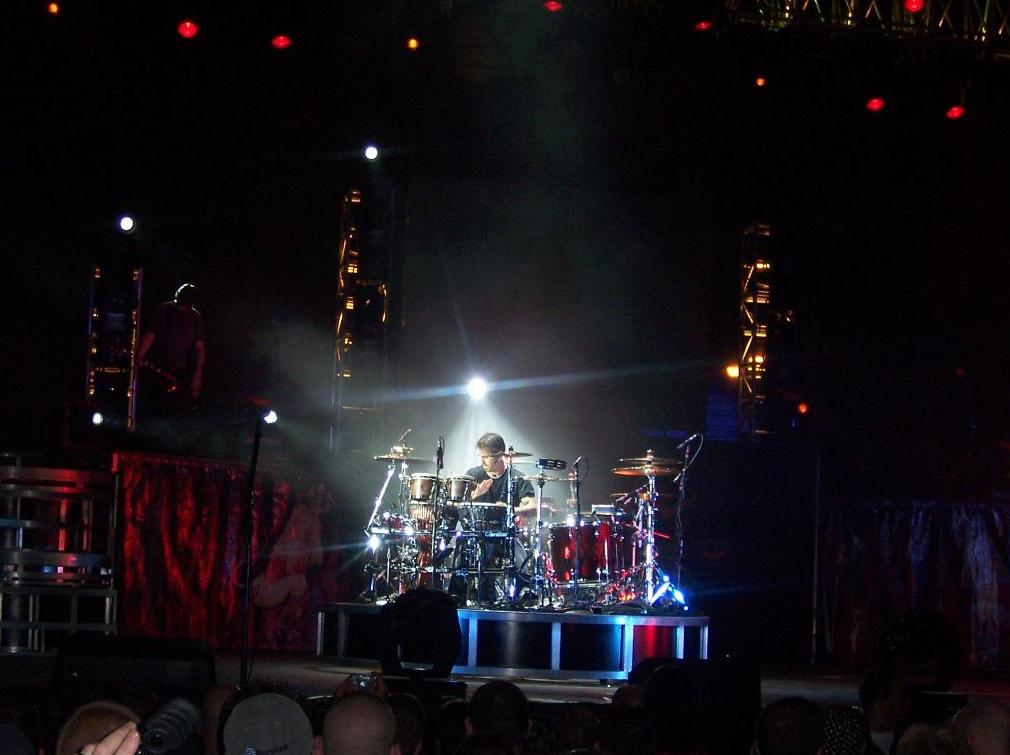
Sully tocando um solo de bateria durante um show em 2007

Nota: Erna tocou bateria no primeiro álbum da banda, Godsmack, e ocasionalmente toca bateria em shows ao vivo, junto com Larkin.
- Sully Erna: vocal, guitarra rítmica, teclado, bateria, percussão, gaita (1995 - presente)
- Robbie Merrill: baixo, vocal de apoio (1996 - presente)

No dia 2 de abril de 2025, o Godsmack anunciou a saída do guitarrista e vocal de apoio Tony Rombola, e do baterista Shannon Larkin, em seus perfis oficiais das redes sociais, deixando duas vagas em aberto para um novo baterista e um guitarrista.

### Ex-integrantes
- Lee Richards: guitarra (1996–1997)
- Joe D'arco: bateria (1996–1997)
- Tommy Stewart: bateria (1996, 1997–2002)
- Tony Rombola: guitarra principal, vocal de apoio (1997 - 2025)
- Shannon Larkin: bateria, percussão (2002 - 2025)

## Discografia
- 1998: Godsmack
- 2000: Awake
- 2003: Faceless
- 2004: The Other Side
- 2006: IV
- 2007: Good Times, Bad Times... Ten Years of Godsmack
- 2010: The Oracle
- 2014: 1000hp
- 2018: When Legends Rise
- 2023: Lighting Up The Sky

## Prêmios e indicações
Godsmack já foi indicado a quatro Grammy Awards e já venceu 16 prêmios no Boston Music Awards, o que inclui "Melhor Banda do Ano" de 1999 e 2001, "Ato do Ano" de 2000 e 2001 e dois prêmios consecutivos para o vocalista Sully Erna: "Excelente Vocalista Masculino", em 2000, e "Vocalista Masculino do Ano", em 2001. Além disso, em 2001, ele venceu o prêmio de "Artista de Rock do Ano" na Billboard Music Awards.
| Ano                 | Indicação              | Categoria                               | Resultado     |
| Grammy Awards       | Grammy Awards          | Grammy Awards                           | Grammy Awards |
| ------------------- | ---------------------- | --------------------------------------- | ------------- |
| 2001                | "Vampires"             | Melhor Performance Instrumental de Rock | Indicado      |
| 2003                | "I Stand Alone"        | Melhor Música de Rock                   | Indicado      |
| 2003                | "I Stand Alone"        | Melhor Performance de Hard Rock         | Indicado      |
| 2004                | "Straight Out of Line" | Melhor Performance de Hard Rock         | Indicado      |
| Boston Music Awards |                        |                                         |               |
| 1999                | "Whatever"             | Single do Ano                           | Vencedor      |
| 2000                | "Keep Away"            | Excelente Música/Compositor             | Vencedor      |
| 1999                | Godsmack               | Álbum Debut do Ano                      | Vencedor      |
| 2001                | Awake                  | Álbum do Ano                            | Vencedor      |